# Невский Парклесхоз
Не́вский Парклесхо́з — деревня в Свердловском городском поселении Всеволожского района Ленинградской области.

## История
Первые поселения в этих местах упомянуты ещё в Писцовой книге Водской пятины 1500 года, это две деревни Валитово, у реки Варвисть в Спасском Городенском погосте, так в XV веке называлась река Чёрная, они просуществовали до начала XVIII века.
Рядом с ними на гидрографической карте Невы шведского кондуктора Карла Элдберга от 1701 года упомянуто селение Wallitula krog, что в переводе со шведского означает «Валитовский трактир», на его месте сейчас находится деревня Невский Парклесхоз.
После окончания шведского владычества земля здесь никогда не пустовала.
В начале XVIII века на левом берегу реки Чёрной стояли Лутковские заводы,
а название Богословка эта местность получила после 1747 года, когда императрица Елизавета Петровна пожаловала эти земли возле Невы своему духовнику, протоиерею Фёдору Яковлевичу Дубянскому, который устроил на берегу Невы мызу и небольшой парк.
В конце XVIII века мыза называлась Богославская (Богословская)
на «Карте окружности Санкт-Петербурга» 1810 года она упоминается как мыза Богуславская.
В XIX веке усадьба стала называться — дача Дубянского. Усадьба Александра Михайловича Дубянского, строилась в 1828—1831 годах по проекту академика Викентия Ивановича Беретти (1781—1842). По тому же проекту им была выстроена дача княгини Лопухиной в Осиновой Роще.

Дача именуемая БОГОСЛОВСКАЯ — Дубянскому, действительному статскому советнику. (1838 год)

В 1843 году у мызы появился новый хозяин — Н. В. Зиновьев, сын президента медицинской коллегии В. Н. Зиновьева и фрейлины В. М. Дубянской. Богословку при нём стали называть Зиновьевкой или Зиновьево.
Но на карте Ф. Ф. Шуберта 1844 года она ещё обозначена как мыза Дубянскаго.

БОГОСЛОВКА (ЗИНОВЬЕВА) — дача на бер. р. Невы, 6 дворов, 7 м. п., 13 ж. п. (1862 год)

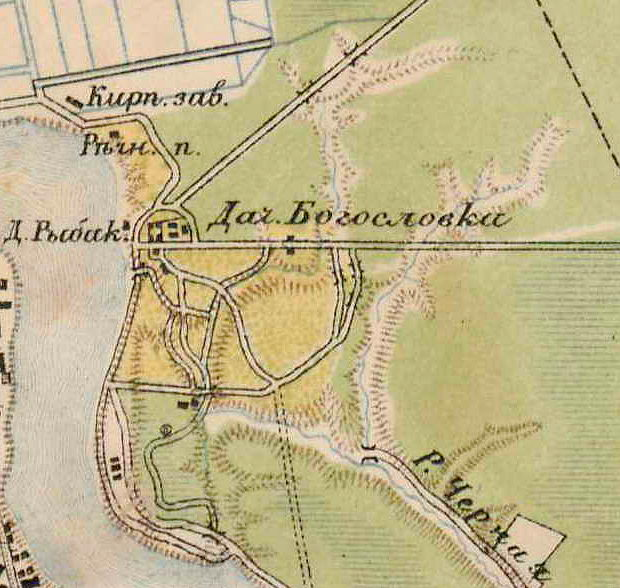
План дачи Богословка. 1885 год.

Последним владельцем усадьбы был племянник генерала, статский советник Степан Степанович Зиновьев, который стал извлекать из имения доходы, сдавая помещения в аренду дачникам, при нём имение занимало 1000 десятин земли, из них только 48 десятин считались неудобьями.
В конце XIX — начале XX века дача административно относилась ко 2-му стану Санкт-Петербургского уезда Санкт-Петербургской губернии.
После революции дом Зиновьевых стал общежитием совхоза, гостевой «Берёзовый домик» также стал жилым домом.
С 1932 года парк имения называется Невским лесопарком.

Невский Парклесхоз на карте 1939 года

Согласно топографической карте РККА 1939 года в посёлке Невский Парклесхоз находились лесничество и пристань.

НЕВСКИЙ ЛЕСХОЗ — посёлок Ново-Саратовского сельсовета, 105 чел. (1939 год)

По данным 1966, 1973 и 1990 годов деревня Невский Парклесхоз входила в состав Новосаратовского сельсовета.
В 1997 году в деревне проживали 98 человек, в 2002 году — 126 человек (русских — 91 %), в 2007 году — 210.

## География
Деревня расположена в южной части района на автодороге 41К-078 (Санкт-Петербург — Всеволожск).
Расстояние до административного центра поселения — 8 км.
Деревня находится на правом берегу Невы у поворота русла реки называемом «Кривое Колено» в Невском лесопарке на реке Чёрной.

## Демография
| 1862 | 1939 | 1997 | 2002 | 2007 | 2010 | 2017 |
| ---- | ---- | ---- | ---- | ---- | ---- | ---- |
| 20   | ↗105 | ↘98  | ↗126 | ↗210 | ↗317 | ↘52  |

Национальный состав
Согласно данным Всероссийской переписи населения 2021 года в деревне проживали 204 человека, из них:
 русские — 156, азербайджанцы — 8, белорусы — 3, грузины — 3, армяне — 1, евреи — 1 человек, остальные национальность не указали.

## Памятники
В деревне расположены: 
- Памятный знак эскадренному миноносцу «Стройный»
- Памятный знак эскадренному миноносцу «Опытный»
- Братская могила моряков Краснознамённого Балтийского флота эсминца «Строгий», погибших в борьбе с фашистами

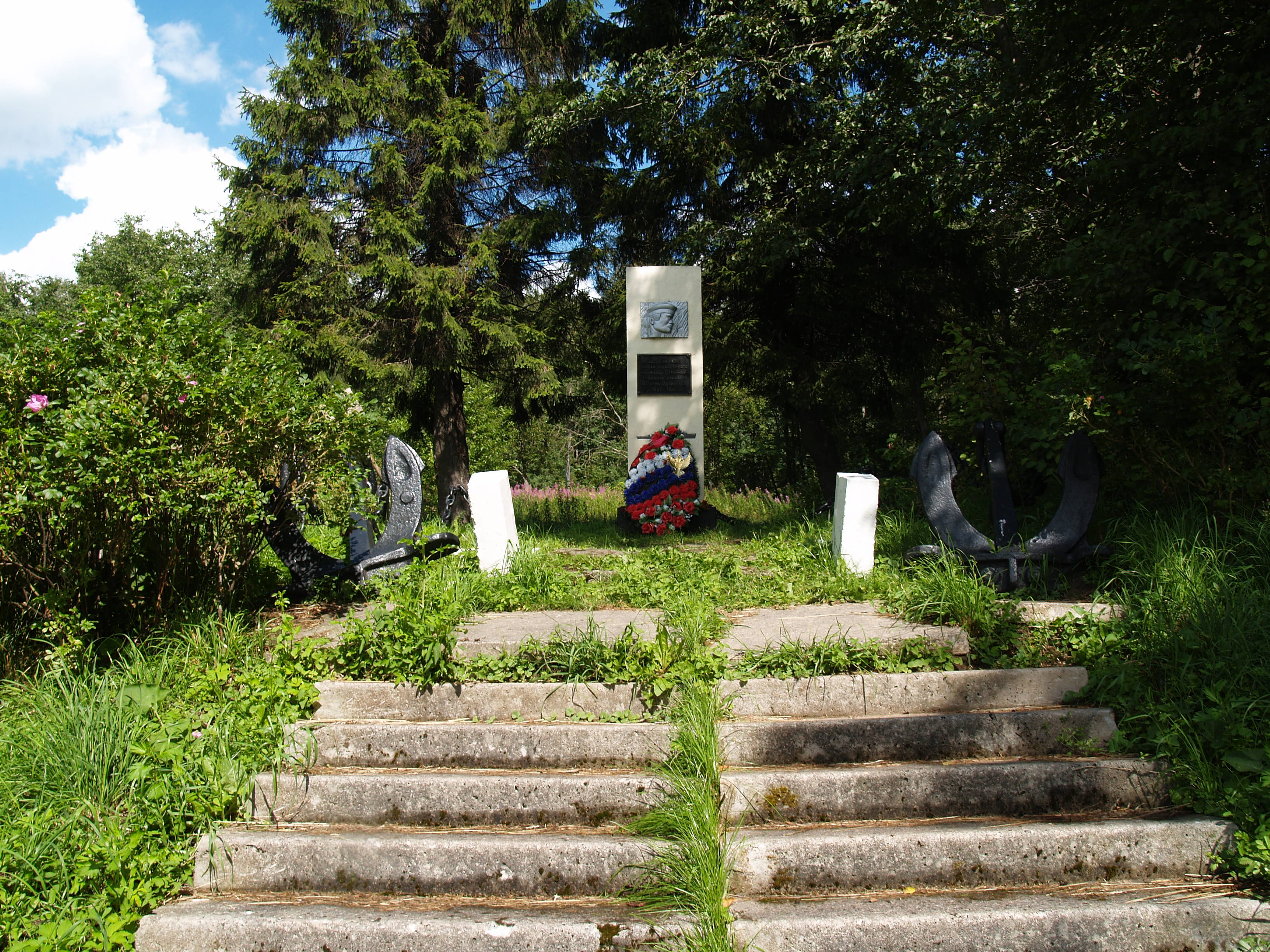
Памятный знак на месте бывшей стоянки эсминца «Стройный». 2020 год
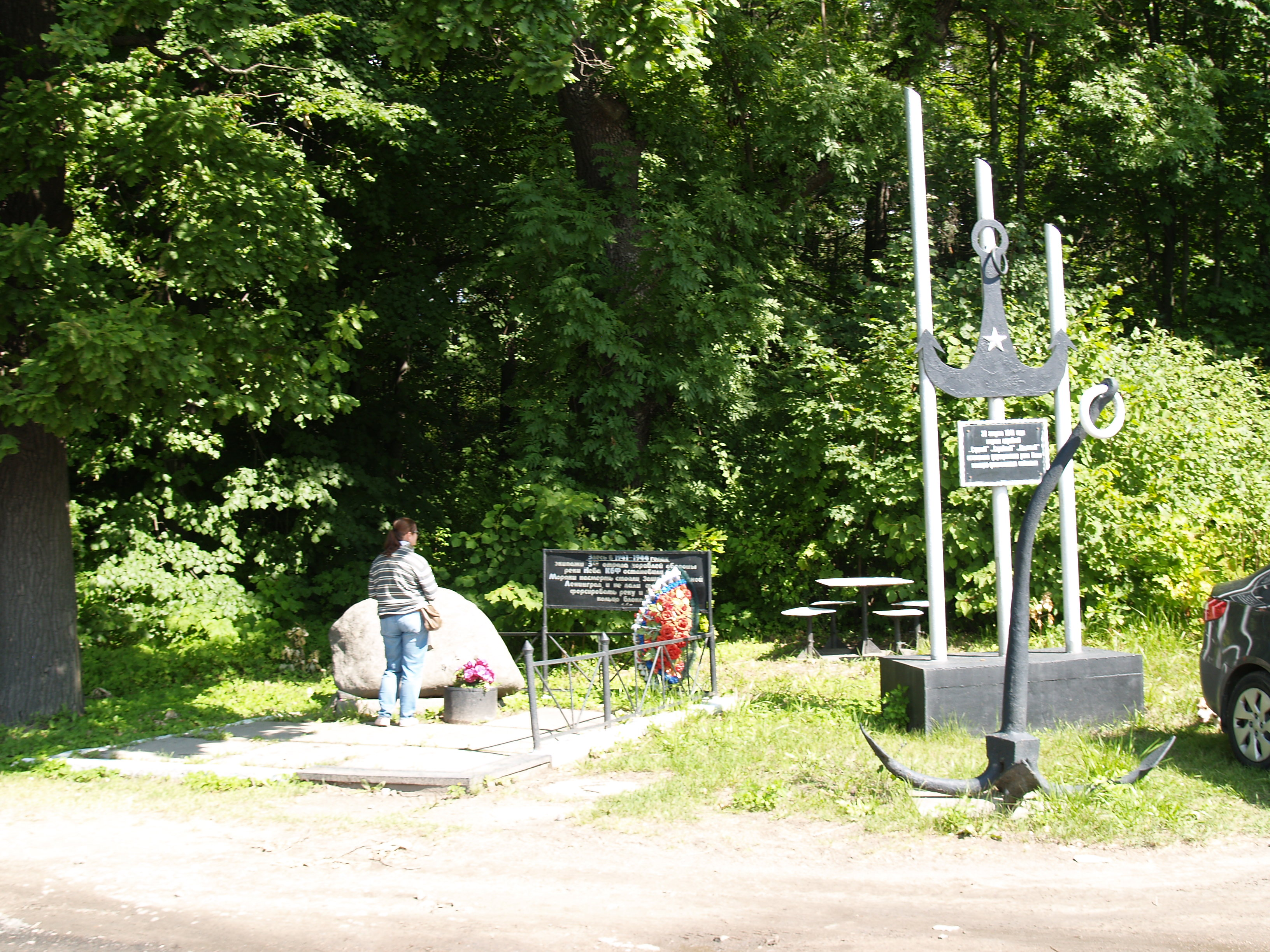
Памятный знак на месте бывшей стоянки эсминца «Опытный». 2020 год
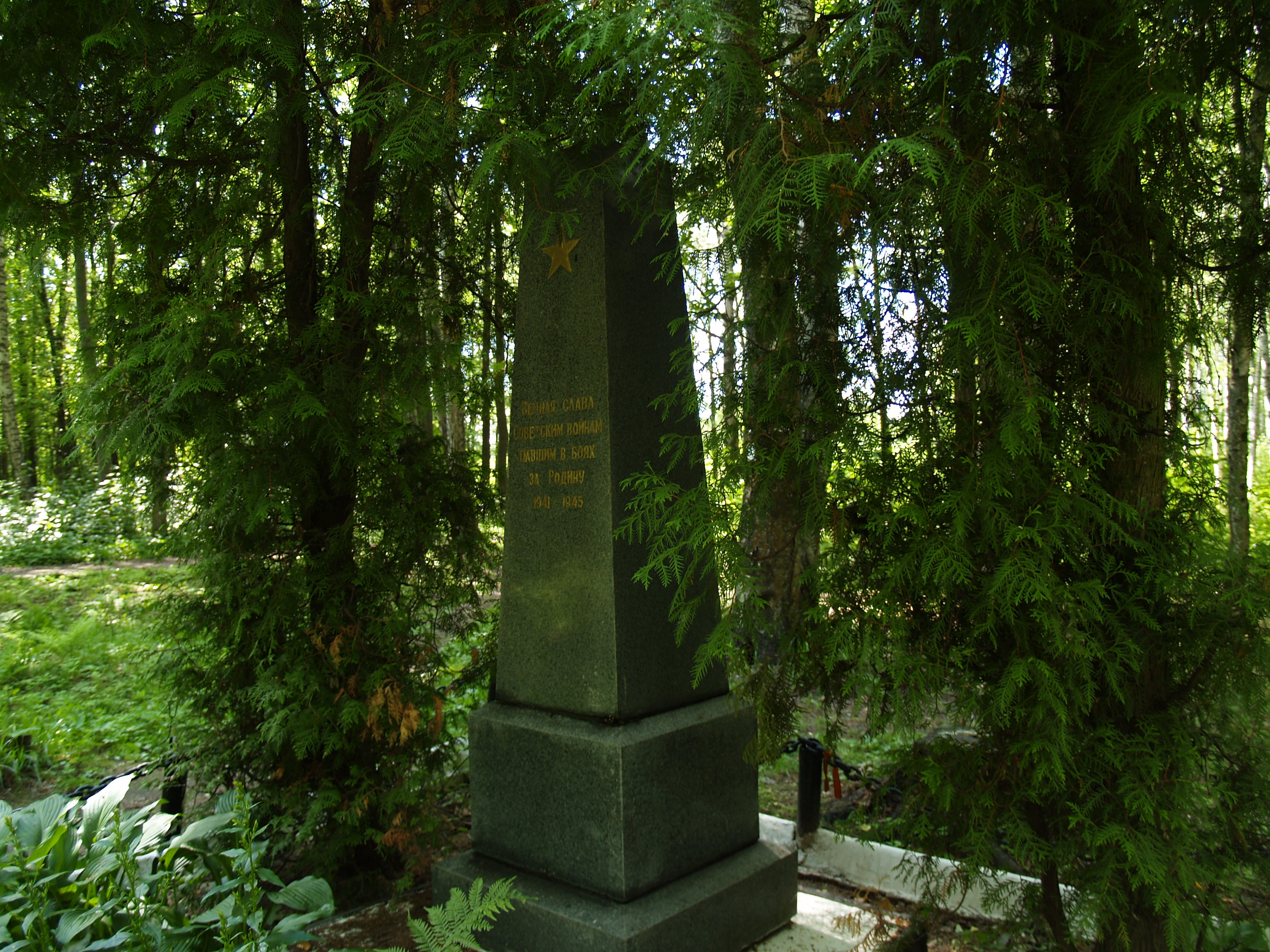
Братская могила моряков Краснознамённого Балтийского флота эсминца «Строгий». 2020 год